# 国際特許分類
国際特許分類（こくさいとっきょぶんるい、International Patent Classification、IPC）は、国際的に統一されて用いられている、特許文献の技術内容による分類である。世界知的所有権機関（WIPO）が管理する国際特許分類に関するストラスブール協定に基づいて作成されている。
特許文献とは、各国の特許庁によって発行される特許、発明者証、実用新案、公開特許公報などの文献である。国際特許分類を採用する国の特許文献には、「Int. Cl.」（International Classificationの略）という前置きとともに、アルファベットと数字からなる国際特許分類の分類記号が表示されている。2000年1月1日から2005年12月31日までの間に発行された特許文献には「Int. Cl.7」と表示されるIPC第7版が用いられた。2006年1月1日以降に発行される特許文献には、単に「Int. Cl.」と表示されるIPC第8版が用いられている。
国際特許分類の分類表は、英語とフランス語を等しく正本としている。公定訳文がスペイン語、ドイツ語、日本語、ポルトガル語、ロシア語及び協定の規定に基づいて定められる言語で作成されることになっており、他に中国語、クロアチア語、チェコ語、オランダ語、ハンガリー語、朝鮮語、ポーランド語、ルーマニア語、セルビア語、スロバキア語で作成されている。国際特許分類の日本語訳は日本国特許庁によって提供されているが、かなりの翻訳ゆれ、表記ゆれや誤字脱字を含むことが指摘されている。

## 分類と分類記号
| A              | 01 | B | 1 | /02 |
| セクション     | 01 | B | 1 | /02 |
| クラス         |    | B | 1 | /02 |
| サブクラス     |    |   | 1 | /02 |
| メイングループ |    |   |   | /02 |
| サブグループ   |    |   |   |     |

### セクションからサブグループまでがつくる階層構造
国際特許分類は、生物の分類に似ている。生物の分類では、全ての生物を動物界、植物界（など）の「界」に分け、動物界、植物界それぞれに分類された生物をさらに細かく（例えば動物界であれば海綿動物門から脊索動物門までの）「門」に分ける。それぞれの「門」を「綱」に分け、「綱」をさらに「目」に分け、「目」を「科」に分ける。国際特許分類には、生物の分類における「界」に相当するもっとも大まかな分類として「セクション」があり、以下「サブセクション」、「クラス」、「サブクラス」、「メイングループ」、「サブグループ」という細かい分類がある。
国際特許分類では、全技術分野を8個の「セクション」に分け、各セクションを5から36の「クラス」に分け、さらにそれを「サブクラス」に、サブクラスを「メイングループ」に、メイングループを「サブグループ」へと細分する。メイングループとサブグループはあわせて7万個ほどある。特許文献には7万個あるメイングループとサブグループのうちの1個または複数の記号が、その文献の分類を表示するために付される。
国際特許分類の分類記号は、セクションからサブグループに至る階層を示すアルファベットと数字の組み合わせである。例えば、
- Aはセクション「生活必需品」を表す分類記号であり、
- A01はクラス「農業；林業；畜産；狩猟；捕獲；漁業」を表す分類記号であり、
- A01Bはサブクラス「農業または林業における土作業：農業機械または器具の部品, 細部または附属具一般」を表す分類記号であり、
- A01B 1/00はメイングループ「手作業具」を表す分類記号であり、
- A01B 1/02はサブグループ「鋤；ショベル」を表す分類記号である。

したがって、分類記号A01B 1/02が表示された特許は
- 農業または林業における土作業：農業機械または器具の部品, 細部または附属具一般の中でも
- 手作業具である
- 鋤；ショベル

に関する発明について与えられたものだといえる。また、「鋤；ショベル」に関する発明にはどんなものがあるかを知りたければ、分類記号A01B 1/02が表示された特許文献を手当たり次第に調べればよい。

### ドットによるインデントがつくる階層構造
国際特許分類の分類記号とその意味定義を示した分類表には、サブグループの分類記号の意味定義文の先頭に1または複数のドット（・）が付与され、インデントされている。このドットの個数、インデントの深さによって、意味上の階層構造が表されている。
例えば、メイングループA01B 1/00の分類表には、
```
1/00 手作業具（芝生の縁切り取り具A01G3/06）
1/02 ・鋤；ショベル
1/04 ・・歯を有するもの
1/06 ・ホー；手持ちカルチベーター
1/08 ・・一枚刃を有するもの
1/10 ・・二枚刃またはそれ以上の刃を有するもの
1/12 ・・歯を有する刃を有するもの
1/14 ・・歯のみを有するもの
```

（以下略）
と書かれている。したがって、
- メイングループA01B 1/00はサブグループA01B 1/02を含み、
- サブグループA01B 1/02はサブグループA01B 1/04を含む

ことから、分類記号A01B 1/04は
- 「手作業具」であって「鋤；ショベル」であって「歯を有するもの」

つまり「歯を有する鋤やショベル」に関する発明の文献に付与される。そして、分類記号A01B 1/02は
- 「鋤；ショベル」であってA01B 1/04に含まれないもの

つまり歯を有しない鋤やショベルの発明、あるいは、歯を有するか否かに無関係に鋤やショベル一般に適用できる発明、の文献に付与される。

### 細かいこと
国際特許分類の各階層の桁数は次のようになっている：
- セクションはAのように、アルファベット1文字。
- クラスはA01のように、セクションに続いて数字2桁。
- サブクラスはA01Bのように、クラスに続いてアルファベット1文字。
- メイングループはA01B 1、B65H 29、D03D 101のように、サブクラスに続いて数字1桁から3桁（IPC8は数字4桁まで）。1桁か2桁であることが多い。特許文献に付与された分類として表示される場合はA01B 1/00、B65H 29/00、D03D 101/00のように後ろに「/00」が補われる。
- サブグループはG02F 1/13、G02F 1/133、G02F 1/1335、G02F 1/13357のように、メイングループに続いて数字2桁から5桁（IPC8は数字2桁から6桁まで）。2桁であることが多い。

ここで、サブグループの数字の上から2桁目の後、3桁目の前には、見えない小数点があるものと考える。すなわち、G02F 1/133は「G02F 1/百三十三」ではなく「G02F 1/十三点三」と考えるべきで、辞書的な順序ではG02F 1/13の次に配列される。（音読するときは「G02F 1/いちさんさん」のように呼ばれ、「G02F 1/十三点三」のように呼ばれることはない。）
セクションの下、クラスの上には、分類記号を持たない分類であるサブセクションがある。例えば、セクションA「生活必需品」には、A01からA63まで（途中大幅に欠番があって）15個のクラスがあり、これらは「農業」、「食料品；たばこ」、「個人用品または家庭用品」、「健康；娯楽」の四つのサブセクションにまとめられている。
サブセクションに類似して、サブクラスの下、メイングループの上には見出しが付けられていることがある。例えば、A01B 19/00「回転具を有しないハロー」から25/00「特殊な付加装置を有するハロー」までをまとめて、「ハロー」という見出しが付けられている。
サブセクションと見出しが省略されて表示されない特許分類データベースもある。

## 適切な分類の探し方
自分の発明にはどの分類記号が付与されるべきか、を調べるには、特許分類データベースや特許データベースを使う。

### 特許分類データベースを使って適切な分類を探す
独立行政法人工業所有権情報・研修館（INPIT）から提供されているパテントマップガイダンスには、分類表の中に出現する語句を使って特許分類を検索する機能がある。そこで、検索語句として自分の発明に関係する語句を与えれば、自分の発明に付与すべき分類記号の候補がリストアップされる。
例えば、「洗面器」に関する発明はどんな分類に入るかを調べるには、「洗面器」を検索語句として与え、国際特許分類を検索する。例えばパテントマップガイダンスで実行すると、17個の分類がリストアップされる。
このうち、
- A47K 3/03は、他の浴槽, 流し, 洗面器または類似のものに取付けうる浴槽
- A47K 4/00は、このサブクラスの中で他の単一のグループに分類されない浴槽, シャワー, 流し, 洗面器, 便器または小便器の組み合わせ
- A47K 10/08は、洗面器, 浴槽, またはそれらに類似のものに取付けた点に特徴のあるタオル掛け

などは、洗面器そのものではなく、「洗面器に取り付けた何か」なので除外する。
また、
- A47L17/02 たらい（皿流用テーブルA47B33/00；洗面器A47K1/04；廃水管と連結された洗面器E03C1/12）

は、たらいの分類に付された注釈の文字列にヒットしていることがわかる。注釈によれば、洗面器の分類はA47K 1/04であることがわかる。
そして、
- A47K1/04 洗面器（排水管と連結されたものE03C1/12）；水差し；それらの保持装置

が洗面器の発明が分類されるべき分類である。なお注釈によれば、排水管と連結された洗面器、すなわち洗面台の洗面器、には、E03C 1/12の分類記号が付与されることがわかる。

### 特許データベースを使って適切な分類を探す
適切な分類を探すためのもう一つの方法は、特許データベースを使用する方法である。以下に、INPITから提供されている特許データベースである公報テキスト検索を利用して、「洗面器」の発明に適切な分類を探す例を示す。
1. まず、「検索項目」を「発明の名称」として、「検索キーワード」を「洗面器」として検索ボタンを押す。発明の名称に洗面器を含む発明を記載した特許文献が検索されることになる。130件くらいの発明がヒットする。
2. 「一覧表示」ボタンを押す。すると、「洗面器」を含む発明の名称がずらりと表示される。
3. このうち、「洗面器取付用手摺り」や「浴室用洗面器台」といった洗面器そのものではないものを除外し、洗面器の発明らしい発明の名称を探し、リンクをクリックする。
4. すると、特許文献の本文が表示される。【国際特許分類第?版】として、その特許文献に付された分類が表示されているので、それをメモする。
5. 洗面器の発明らしい発明の名称を持つ複数の文献を調べると、A47K 1/00やA47K 1/04といった分類がだいたい共通して付与されていることがわかる。

特許データベースを使う方法が、特許分類データベースを使う方法よりも優れている点は、検索語句が国際特許分類では使われていない用語であったとしても、適切な分類の候補を選び出せる点である。
例えば、「コピー機」という用語は国際特許分類の分類表には使われていない。（国際特許分類の分類表では「帯電像を用いる電子写真法用の装置」といった用語が使われている。）したがって、「コピー機」を検索語句として特許分類データベースを検索しても、ヒットしない。特許データベースで発明の名称を検索すれば、「コピー機」を発明の名称として含む特許文献があるので、適切な分類を見つけることができる。
なお、ヒット件数が多すぎて一覧表示できないときは、文献の公開日を最近1年に制限するなどして、ヒット件数を小さくすればよい。

## 歴史
特許分類は、特許文献の膨大な蓄積の中から、求める文献を探し出すために不可欠なものである。昔、世界各国の特許庁は、それぞれ独自の特許分類を制定し、特許文献にその分類にしたがった分類記号を記載していた。例えば、日本国特許庁は、日本特許分類（JPC）という独自の分類を使っていた。
特許分類が国ごとに異なると、目的の特許文献を探し出すのに不便であることは当然である。ヨーロッパでは、第二次世界大戦後、欧州統合の運動に連動して、ヨーロッパの特許制度の統一が模索され、その一環として国際的に統一された特許分類を定めることになった。1954年に特許の国際分類に関する1954年12月19日の欧州条約が結ばれ、ヨーロッパの各国で国際分類が使われた。
ヨーロッパの国際分類は、ドイツの特許分類を基礎とした。それは、ドイツの特許分類がよく整備されていたのと、第二次世界大戦前にドイツの影響下にあった国々や北欧の国々で、ドイツの特許分類が国内の特許分類として使用されていたためだという。
ヨーロッパの国際分類は、1971年に作成された国際特許分類に関する1971年3月24日のストラスブール協定によって、ヨーロッパに限られない世界的な分類へと発展した。そして、1968年に特許の国際分類に関する1954年12月19日の欧州条約に基づいて作成されていた分類が、国際特許分類 第1版として採用された。
国際特許分類は7版まではほぼ5年ごとに改正され、各版の採用期間は以下のようになる。
- 第1版：1968年9月1日から1974年6月30日まで
- 第2版：1974年7月1日から1979年12月31日まで
- 第3版：1980年1月1日から1984年12月31日まで
- 第4版：1985年1月1日から1989年12月31日まで
- 第5版：1990年1月1日から1994年12月31日まで
- 第6版：1995年1月1日から1999年12月31日まで
- 第7版：2000年1月1日から2005年12月31日まで

2006年1月1日から有効になった第8版からは、アドバンストレベルとコアレベル分類の2本立てになった。アドバンストレベル分類は公報発行数の多い特許庁で採用されており、比較的公報発行数の少ない国の特許庁ではコアレベルだけを選べるようになっている。公報表記上はアドバンストレベルはイタリック文字で書かれ、コアレベルは通常書体で書かれている。改定期間も変更されアドバンストレベルは随時（実際には3ヶ月ごとに分類の一部分を改正）、コアレベルは3年ごとに改正を行うことになった。日本特許庁はアドバンストレベルを採用していた。
しかし、アドバンストレベルとコアレベルの区別は2011年1月に廃止され、IPCはアドバンストレベルを基本とし、これをフルIPCと呼ぶことになった。また、コアレベルを使用していた特許庁はメイングループまでを使用することになった。

## 独自の特許分類
国際特許分類が広く世界の国々で採用されるようになってからも、独自の特許分類を定めて、国際特許分類と併用している特許庁もある。たとえば、アメリカ合衆国特許商標庁ではUSPC（United States Patent Classification）が用いられていた。また、国際特許分類を基本に、国際特許分類のメイングループ・サブグループをさらに細かく分けた特許分類として、
- ヨーロッパ特許庁及びアメリカ合衆国特許商標庁の共同特許分類（英語版）（CPC）
- 日本特許庁のFI（File Index）

がある。CPCはヨーロッパ特許庁のECLA（European Classification）をベースに作成された特許分類で、2013年から使用されている。
なお、日本特許庁のFIは、ある分類は国際特許分類第4版のメイングループ・サブグループを細分していて、別の分類は第7版のメイングループ・サブグループを細分している、というような構成になっていて、現行の国際特許分類との対応関係は、対応表によらなければ明らかではない。FI自体は国際分類に比べれば頻繁に改定されており、以前はFIとして発表はされないが特許庁公報（公示号の概ね3月末、9月末の発行号）に国際分類のサブグループの下位に展開される展開記号として掲載されていた。2002年7月以降に付与された分については、改廃データが特許庁webサイト内で公開されている（IPDLのパテントマップガイダンスからのリンク有り）。各種データベース上では、各公報について、タイムラグはあるが公報発行当時の古いFIに対応する最新のFIが付与されている。
日本では、国際特許分類をもとにした独自の分類を定めなければならない事情がある。それは、上記のように、国際特許分類がドイツ、ヨーロッパの特許分類を基礎として発展してきたことに原因がある。国際特許分類は、ヨーロッパで研究の盛んな技術分野については細かく分類するが、ヨーロッパであまり研究されていない技術分野については大雑把に分類するのみである。日本で盛んに研究されているがヨーロッパではあまり研究されていない技術分野では、国際特許分類によって文献を分類すると、一つの分類に多数の文献が集中してしまい、分類として役に立たない、つまり、求める文献がすぐに探せない。
例えば、ヨーロッパでは田植機の需要はほとんどないので、田植機に関する発明もまたほとんどない。国際特許分類では、田植機に関する文献は「移植機械」であって「苗用のもの」としてA01C 11/02という一つのサブグループに分類せざるを得ない。日本では田植機の研究が盛んで、多数の発明があるため、A01C 11/02をより細かく分ける必要がある。そこで、日本特許庁のFIでは、A01C 11/02をさらに多数の小分類に細分している。
日本特許庁は、国際特許分類やFIでは大雑把で検索が不便な技術分野について、それらとは異なる観点からの分類により検索結果の絞込みを容易にするために、さらにFタームという特許分類を作成している。